# سستو کالنده
سستو کالنده (به ایتالیایی: Sesto Calende) یک کومونه در ایتالیا است که در استان وارزه واقع شده‌است.

## خصوصیات
سستو کالنده ۲۳ کیلومترمربع مساحت و ۱۰٬۷۶۳ نفر جمعیت دارد و ۱۹۸ متر بالاتر از سطح دریا واقع شده‌است.